# Dioscorea crotalariifolia
Dioscorea crotalariifolia är en enhjärtbladig växtart som beskrevs av Edwin Burton Uline. Dioscorea crotalariifolia ingår i släktet Dioscorea och familjen Dioscoreaceae. Inga underarter finns listade i Catalogue of Life.